# روشن گل‌افروز
روشن گل افروز (زاده ۸ مرداد ۱۳۳۷)
بخشی،خواننده،نوازنده دوتار اهل ایران والدین او حمرا بخشی گل افروز است.
ایشان نشان درجه یک هنری خود را که معادل دکترای هنری میباشد سال ۱۴۰۱ از ریاست فرهنگ و ارشاد اسلامی دریافت کرد.
روشن گل‌افروز متولد ۸ مرداد ۱۳۳۷ شهرستان شیروان است. حرفهٔ او بخشی‌گری و دوتار نوازی و اجرای موسیقی مقامی خراسان است و از آخرین بخشی‌های بزرگ خراسان است.
از نوجوانی دوتار را پیش پدر خود، حمرا گل‌افروز، که یکی از بزرگ‌ترین بخشی‌های شمال خراسان (منطقهٔ شیروان) است و عمویش علی گل‌افروز یادگرفته است. و او هم‌اکنون به شیوهٔ پدرش، به عنوان معلم و استاد خود در حال نوازندگی و بخشی‌گری‌ست. چندین بار برای اجرای دوتار به فرانسه رفته است و در ایران نیز چندین بار توسط اساتید و موسیقی‌دانان برجستهٔ کشور برای اجرای موسیقی شمال خراسان دعوت شده است. گل‌افروز همچنین در صدا و سیمای خراسان و برنامهٔ دو قدم مانده به صبح نیز به اجرای موسیقی مقامی پرداخته است.
او برای تأمین مایحتاج و مخارج زندگی به جای موسیقی به کشاورزی و کارگری روی آورده است و کم‌تر در محافل هنری کشور شرکت می‌کند.

## اجراها
1. اجرا در بخش نواحی در بیست و دومین جشنواره موسیقی فجر، سالن رودکی[۸][۹]
2. اجرا در نشست پژوهشی موسیقی نواحی، سالن رودکی[۴]

## آثار
1. افسانهٔ طاهر و زهره[۱۰]
2. موسیقی نواحی ایران، موسیقی شمال خراسان[۱۱]